# 순우가
순우 가(淳于嘉, ? ~ ?)는 후한 말기의 관료로, 제남국 사람이다.

## 행적
초평 2년(191년) 7월, 광록대부에서 사공으로 승진하였다.
초평 3년(192년) 9월 갑신일, 사도로 전임되었으나 2년 후 파면되었다.

## 출전
- 범엽, 《후한서》 권9 효헌제기

| 전임 충불 | 제61대 후한의 사공 191년 음력 7월 ~ 192년 음력 9월 갑신일 | 후임 양표 |

| 전임 조겸 | 제60대 후한의 사도 192년 음력 9월 갑신일 ~ 194년 음력 9월 | 후임 조온 |